# Czyprki (powiat giżycki)
Czyprki – wieś w Polsce położona w województwie warmińsko-mazurskim, w powiecie giżyckim, w gminie Miłki. W latach 1954–1972 wieś należała do gromady Mili, później do gminy Miłki. W latach 1975–1998 miejscowość należała administracyjnie do województwa suwalskiego.

## Historia
Miejscowość wzmiankowana w dokumentach w 1506 roku jako wieś wolna z 12 gospodarzami i dwoma zagrodnikami. Nowy przywilej lokacyjny wsi został wystawiony 10 sierpnia 1561 roku przez księcia Albrechta. Nadanie obejmowałó 30 włók na prawie magdeburskim.
W 1827 roku powstała szkoła. W 1928 roku zmieniona została nazwa wsi z Czyprken na Freiort. W 1939 roku w Czyprkach mieszkało 244 osób a wieś obejmowała 571 ha ziemi. W tym czasie wieś miała zwarta zabudowę.
Po II wojnie światowej wieś była wyludniona. Zasiedlono ją na nieco mniejszym obszarze. Szkoła została uruchomiona 1 września 1947 roku. Uczyło się wtedy 72 uczniów, pracował jeden nauczyciel. W roku szkolnym 1958/59 była to szkoła siedmioklasowa a od 1966 roku ośmioklasowa. W tym czasie dla nauczycieli wybudowano dom mieszkalny. 
W 1970 roku znajdowało się tu 41 gospodarstw, uprawiających łącznie 453 ha ziemi. W tym czasie we wsi hodowano 212 sztuk bydła (w tym 131 krów) i 248 sztuk trzody chlewnej. We wsi było 26 budynków mieszkalnych (z 197 mieszkańcami), elektryczne oświetlenie ulic, klub, punkt biblioteczny, sklep wielobranżowy (znajdujący się we własnym budynku, zbudowanym w 1962 r.), kuźnia, działało kółko rolnicze i spółka wodnomelioracyjna. 
Na skutek zmniejszania się liczby uczniów, w 1974 roku szkoła została zamieniona na filię szkoły w Miłkach.
W wykazie gmin i wchodzących w ich skład miejscowości z 5 lutego 1975 roku, Czyprki występują jako wieś sołecka w gminie Miłki. 
Z Czyprek znane jest cmentarzysko z czasów rzymskich